# Monarchie salomonaise
La monarchie salomonaise est le régime politique en vigueur aux Îles Salomon, dont le chef d'État est un monarque désigné selon le principe héréditaire. L'actuel monarque salomonais est le roi Charles III, qui est également roi de quatorze autres royaumes appelés royaumes du Commonwealth. Comme le roi ne réside pas aux Îles Salomon, il délègue ses fonctions au gouverneur général des Îles Salomon (actuellement David Tiva Kapu, depuis le 7 juillet 2024).
Bien que la personne du monarque soit partagée avec d'autres États souverains du Commonwealth, les monarchies de ces pays sont séparées et juridiquement distinctes. En conséquence, le souverain actuel est officiellement titré roi des Îles Salomon et, à ce titre, lui et les autres membres de la famille royale assument diverses fonctions publiques et privées dans le pays, et au nom des Îles Salomon à l'étranger. Cependant, le roi est le seul membre de la famille royale à jouir d'un rôle constitutionnel. Si certaines fonctions appartiennent au seul monarque, la plupart de ses pouvoirs sont exercés par le gouverneur général.

## Histoire
Les Îles Salomon ont obtenu leur autonomie en 1976, après l'indépendance de la Papouasie-Nouvelle-Guinée voisine vis-à-vis de l'Australie en 1975. En tant que protectorat, les Îles Salomon ne sont alors pas sous la souveraineté du monarque britannique. En vertu de la loi de 1978 sur les Îles Salomon, le territoire obtient officiellement son indépendance. Le nouvel État démocratique est établi avec la reine comme chef d'État. La Constitution des îles Salomon, qui prévoit un statut pleinement responsable au sein du Commonwealth, prend effet en vertu du Solomon Islands Independence Order 1978 et entre en vigueur le 7 juillet 1978.

## Rôle constitutionnel
L'article 1 (2) de la Constitution des Îles Salomon affirme simplement : « Sa Majesté sera chef d'État des Salomon ». L'identité de « Sa Majesté » n'est pas précisée, mais en 1978, date de la Constitution et de l'indépendance du pays, la reine Élisabeth II était reine du Royaume-Uni, dont les Îles Salomon étaient un protectorat. L'article 30 indique que le monarque est chef de l'exécutif et que ses fonctions peuvent être exercées par le gouverneur général des Îles Salomon. Pour toutes les questions relatives aux Îles Salomon, le monarque est conseillé uniquement par les ministres de la Couronne salomonais.

### Pouvoirs exécutif et législatif
Le gouvernement des Îles Salomon est officiellement connu sous le nom de gouvernement de Sa Majesté.
Le monarque est représenté par le gouverneur général des Îles Salomon, qui est élu pour un mandat de cinq ans par le Parlement national. Officiellement, le gouverneur général est nommé par le monarque sur l'avis du Parlement. Les gouverneurs généraux doivent remplir les mêmes conditions d'éligibilité que les membres du Parlement et ne peuvent pas effectuer plus de deux mandats. L'actuel gouverneur général est David Tiva Kapu, élu pour la première fois en 2024.
Tous les pouvoirs exécutifs des Îles Salomon appartiennent au souverain. Toutes les lois salomonaises ne sont promulguées qu'avec la sanction royale, octroyée par le gouverneur général au nom du souverain. Le gouverneur général proroge et dissout le Parlement national. La cérémonie d'ouverture d'une session du Parlement s'accompagne du discours du Trône, écrit par le Premier ministre et prononcé par le gouverneur général.

### Pouvoir judiciaire
Au sein des royaumes du Commonwealth, le souverain est chargé de rendre la justice à tous ses sujets, et est donc traditionnellement considéré comme la source de la justice. Aux Îles Salomon, les infractions pénales sont légalement considérées comme des infractions contre le monarque, et les poursuites pour les actes criminels sont engagées en son nom, sous la forme : The King versus [nom], Rex versus [nom] ou R versus [nom]. La common law considère que le souverain « ne peut pas faire de mal » ; le monarque ne peut être poursuivi devant ses propres tribunaux pour des infractions pénales. Le monarque, et par extension le gouverneur général, dispose en outre de la « prérogative royale de clémence », et peut gracier les infractions contre la Couronne, que ce soit avant, pendant ou après un procès.

## Rôle culturel

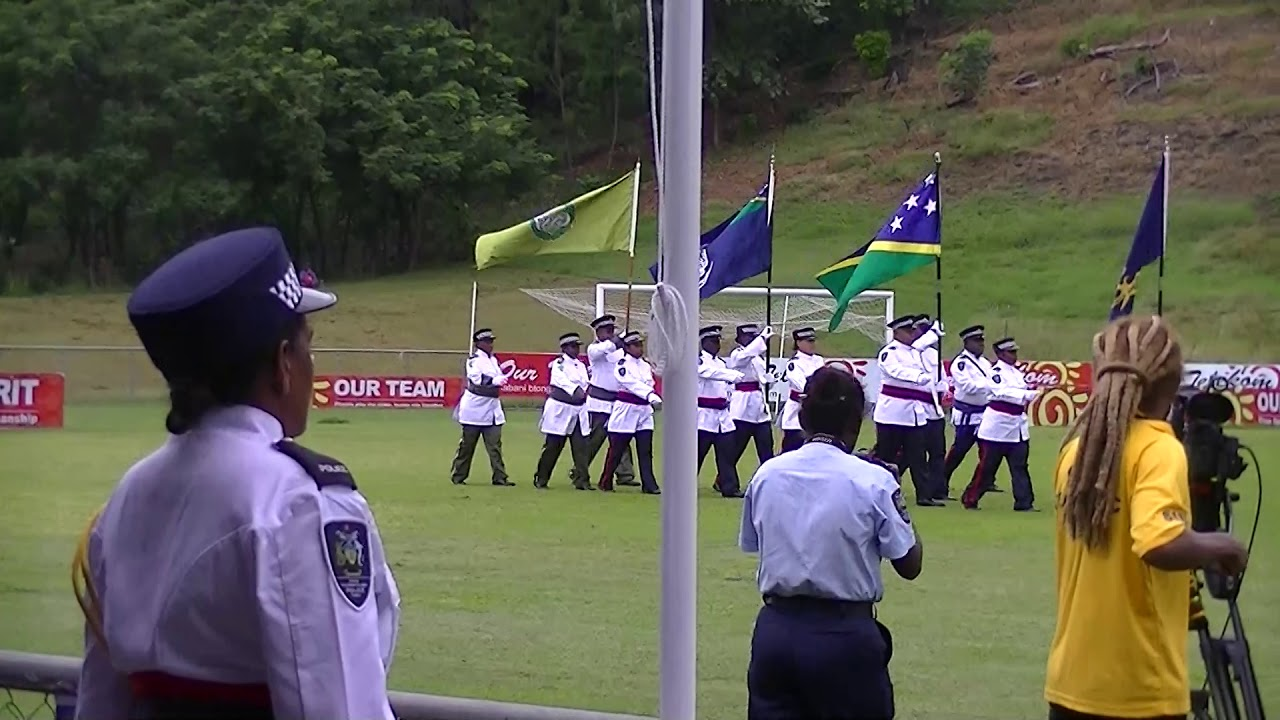
Parade militaire pour l'anniversaire officiel de la reine (2019).

L'anniversaire officiel du roi est un jour férié aux Îles Salomon ; il est célébré chaque année, généralement le deuxième samedi du mois de juin. Il est considéré comme l'un des événements les plus importants de l'année aux Îles Salomon. La journée commence par un concert de la fanfare de la police dans la capitale, Honiara. Des rassemblements sont organisés dans toutes les îles, suivis d'événements sportifs et de danses coutumières, les célébrations et les fêtes se prolongeant jusque tard dans la nuit,.

### Distinctions honorifiques
Au sein des royaumes du Commonwealth, le monarque est considéré comme le fons honorum (source d'honneurs). Ainsi, le souverain, en tant que monarque des Îles Salomon, confère des récompenses et des honneurs aux Îles Salomon en son nom. La plupart d'entre eux sont décernés sur l'avis du gouvernement de Sa Majesté,.

### Police royale des Îles Salomon
La police des Îles Salomon est connue sous le nom de « Police royale des Îles Salomon ». En vertu de la loi sur la police de 2013, tous les officiers de police doivent prêter serment d'allégeance au monarque des Îles Salomon, avant d'entrer en fonction.

### Visites royales
Plusieurs membres de la famille royale se sont rendus aux Îles Salomon. Élisabeth II s'y est rendue deux fois : en février 1974 (avant l'indépendance) et en octobre 1982 (après les Jeux du Commonwealth à Brisbane). Le prince Philip, duc d'Édimbourg, s'est également rendu sur place sans la reine, en 1959 et 1971. La princesse Anne et Mark Phillips visitent les Îles Salomon en 1974, de même que le duc et la duchesse de Cambridge en 2012.

## Titre du roi

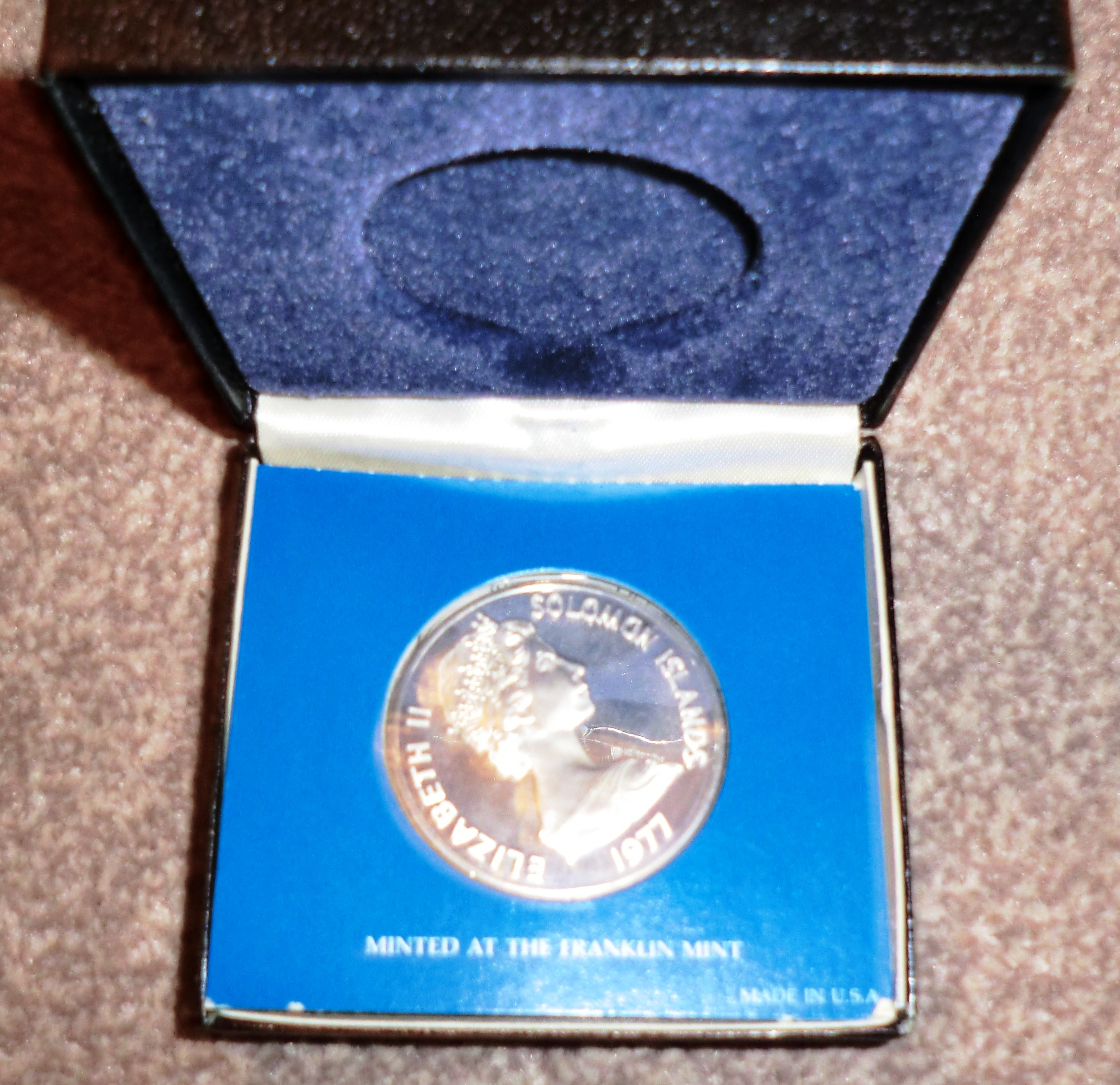
Pièce de monnaie de 5 dollars des Îles Salomon représentant Élisabeth II.

Le monarque possède officiellement un titre différent dans chacun de ses royaumes. Bien que le pays ait obtenu son indépendance en 1978, il faut attendre le 1er novembre 2013 pour qu'un titre spécifique aux Îles Salomon soit adopté. Le titre de Charles III aux Îles Salomon est le suivant :
« Charles the Third, by the Grace of God, King of Solomon Islands and of His other Realms and Territories, Head of the Commonwealth. »
« Charles Trois, par la grâce de Dieu, roi des Îles Salomon et de ses autres royaumes et territoires, chef du Commonwealth. »

## Succession au trône
L'article 144 (2) de la Constitution des Îles Salomon indique que les héritiers du trône britannique hériteront également du trône salomonais. L'Acte d'Établissement (1701) fait partie de la législation salomonaise. L'héritier actuel est le prince William, qui devrait devenir roi des Îles Salomon à la mort de son père, le roi Charles III.

## Liste des monarques salomonais
| No | Portrait     | Nom                                             | Début de règne   | Fin de règne     |
| -- | ------------ | ----------------------------------------------- | ---------------- | ---------------- |
| 1  | Élisabeth II | Élisabeth II (21 avril 1926 – 8 septembre 2022) | 7 juillet 1978   | 8 septembre 2022 |
| 2  | Charles III  | Charles III (né le 14 novembre 1948)            | 8 septembre 2022 | En cours         |

## Opinion publique
Si une commission établie au début des années 2000 propose un projet de nouvelle Constitution qui créerait une république fédérale et fortement décentralisée, ce projet, plusieurs fois reporté et suscitant peu d'intérêt, est abandonné au cours des années 2010. En septembre 2022, rien n'indique que les Îles Salomon pourraient devenir une république.
À l'occasion du couronnement de Charles III, en 2023, le gouvernement insiste sur le fait qu'il s'agit du premier couronnement d'un monarque salomonais depuis l'indépendance du pays en 1978 (la reine Élisabeth II ayant été couronnée en 1953).